# Brazilian Meteor Observation Network
BRAMON, sigla para Brazilian Meteor Observation Network, ou Rede Brasileira de Observação de Meteoros é é uma instituição científica composta por astrônomos amadores e profissionais cuja missão é desenvolver, promover e disseminar ciência e tecnologia, especialmente o estudo de meteoros: suas origens, natureza e caracterização de suas órbitas. É uma rede colaborativa sem fins lucrativos mantida por voluntários composta por vários operadores e com o objetivo principal de produzir e fornecer dados científicos para a comunidade acadêmica, de forma livre, além de analisar seus registros e de suas redes parceiras, que são realizados por estações de monitoramento. Como objetivos específicos, a rede propõe:
I - Monitorar e gravar imagens e dados de meteoros;
II - Catalogar novos radiantes de chuvas de meteoros;
III - Realizar análises de meteoros gravados através de meios computacionais;
IV - Produzir e disseminar conhecimento científico e tecnológico;
V - Fornecer apoio às instituições de ensino primário, secundário e superior; e,
VI - Fornecer suporte para centros de pesquisa e desenvolvimento..
VII - Realizar o radiomonitoramento de chuvas de meteoros.
VII - Incentivar a ciência cidadã.

## História da rede

### Antes da BRAMON
A primeira tentativa conhecida de debater um projeto economicamente viável de monitoramento de meteoros no Brasil ocorreu de maio de 2004, quando o desenvolvimento de uma rede usando câmeras "all sky" foi proposto no grupo de discussão on-line da REA - Rede de Astronomia Observacional . A proposta foi levantada pelo engenheiro e astrônomo amador  Cristóvão Jacques da CEAMIG - Centro de Estudos Astronômicos de Minas Gerais. A ideia chamou a atenção e recebeu o apoio de muitos membros da REA, mas provou ser impraticável no momento, pois era muito difícil encontrar equipamentos ou projetos para uma estação de monitoramento completa dado seu alto custo.
Em 2006, o primeiro sistema funcional conhecido dedicado exclusivamente à detecção de meteoro foi posto em prática pela professora Maria Elizabeth Zucolotto, curadora da coleção de meteoritos no Museu Nacional do Rio de Janeiro. O objetivo era desenvolver uma rede nacional exclusivamente para monitorar a ocorrência de meteoros brilhantes com propensão à queda de meteoritos, a fim de permitir a determinação de uma trajetória mais precisa para bólidos. Em 2007, anunciou a iniciativa no 10º ENAST - Encontro Nacional de Astronomia - durante uma oficina intitulada "Monitorando o céu com uma câmera AllSky (de todo o céu)".
Este workshop renovou o interesse das pessoas que queriam criar uma rede nacional de observação de meteoros. O astrônomo amador André Izecson do CASP - Clube de Astronomia de São Paulo - começou novamente os estudos para a criação de uma rede, compartilhando a informação do seu progresso com colegas do grupo REA via internet. Em 20 de maio de 2008, ele informou on-line o sucesso em fazer as primeiras observações da chuva de meteoros Eta-Aquarideos pela estação CASP. Pouco depois, outro protótipo da estação começou a ser construído em São Paulo concomitante com duas outras estações em outros lugares do país: uma no Distrito Federal, por Marcelo Domingues do CAsB - Clube de Astronomia de Brasília  e um em Minas Gerais, por Cristóvão Jacques.
A ativação das estações motivou os operadores a compartilhar as idéias e experiências no 11º ENAST. O projeto foi apresentado por André Izecson e Cristovão Jacques em uma apresentação intitulada "Criação de uma rede brasileira de câmeras de vídeo automáticas para observação de meteoros". Uma oficina chamada "Aspectos Construtivos de uma Câmera AllSky" foi dada por Marcelo Domingues na mesma reunião e foi ensinado como adquirir e montar os equipamentos necessários para uma estação "all sky". Nos anos seguintes, algumas estações novas se tornaram ativas, mas o projeto não pode se desenvolver como planejado devido a dificuldades técnicas e, ainda, ao alto custo do equipamento.

### Nascimento da BRAMON
Em 2013, teve início uma nova tentativa de criar uma rede de monitoramento de meteoro liderada pelos astrônomos amadores André Moutinho, Carlos Augusto di Pietro Bella, Eduardo Plácido Santiago e Renato Cássio Poltronieri. No final desse ano, Eduardo Santiago começou a dialogar com redes de monitoramento de meteoro na Europa, como UKMON (United Kingdom Meteor Observation Network) e CEMeNt  (Central European Meteor Network)/ EDMOND (European viDeo Meteor Observation Network). Desta vez, as estações foram projetadas usando principalmente velhas câmeras de segurança equipadas com lentes comuns e consequentemente mais baratas. Os astrônomos amadores tiveram a ajuda de especialistas experientes, como Roman Piffl e Jakub Koukal, e iniciaram o desenvolvimento da rede que inicialmente seria conhecida como REMIM - Rede de Monitoramento Integrado de Meteoros.
As primeiras três estações da rede já estavam instaladas no início de 2014 e estavam localizadas em: São Vicente, estado de São Paulo (de propriedade de Eduardo Plácido Santiago, hoje fora da rede); Goiânia, estado de Goiás (de propriedade de Carlos Augusto di Pietro Bella) e Nhandeara, estado de São Paulo (de propriedade de Renato Cássio Poltronieri). A primeira imagem de meteoro capturada por esta rede foi adquirida pela estação de Renato Poltronieri em 9 de janeiro de 2014. Após essa experiência bem sucedida, foi criado um grupo em um site de redes sociais com o objetivo de reunir pessoas interessadas em se integrar a rede. Logo, outros antigos interessados, como Cristovão Jacques e Marcelo Domingues, declararam interesse no projeto e, juntamente com muitos outros entusiastas, começaram a construir seu próprio equipamento. 
Em fevereiro de 2014, um grande bólido foi registrado no estado de São Paulo e o lançamento de vídeo nas mídias sociais ajudou a aumentar ainda mais a visibilidade da rede.
O astrônomo Julio Lobo do Observatório Municipal Jean Nicolini sugeriu a adoção de um nome que se encaixa melhor a realidade da rede: BRAMON - Rede Brasileira de Observação de Meteoros. 
Em 16 de março de 2014, a BRAMON foi apresentada no hangout “Astronomia ao Vivo” onde vários operadores da rede, entre eles Renato Cássio Poltronieri, Marco Mastria (hoje fora da rede), Cristóvão Jacques, Eduardo Plácido e Carlos di Pietro se fizeram presentes para explicar como ela funcionava e em 12 de abril do mesmo ano, foi apresentada no 7º Encontro Internacional de Astronomia e Astronáutica, em Campos dos Goytacases – RJ.
Durante o 17º ENAST (Encontro Nacional de Astronomia), ocorrido em Maceió-AL, em 2014, Renato Cássio Poltronieri apresentou oficialmente a rede e seus resultados iniciais para a comunidade amadora durante uma apresentação intitulada "BRAMON - Rede Brasileira de Observação de Meteoros", consolidando sua criação.

## Difusão do Conhecimento
Dentro dos principais objetivos da ciência cidadã, a rede tem como principal meta a produção e difusão do conhecimento em sua área de atuação, sempre procurando e incentivando o trabalho em parceria com entidades amadoras e profissionais, o aperfeiçoamento de de seus integrantes e a integração com outros grupos correlatos.
Sempre que possível, a BRAMON realiza parcerias para a troca de experiências e dados com pesquisadores e entidades que desejem participar de pesquisas científicas voltadas ao estudo de eventos que possam ser capturados pelas estações da rede. Que vão desde meteoros até fenômenos atmosféricos.
Este conhecimento, por sua vez, deve sempre que possível ser de domínio público, sendo que os dados coletados pelos componentes da BRAMON são integralmente compartilhados com as outras redes parceiras.

## Descobertas de Novos Radiantes
epsilon Gruideos
Corpo parental: ainda não encontrado; Sigla IAU: EGR ; Número IAU: 797; Radiante: Grou; Atividade: 25 de maio e vai até 29 de junho; Máximo estimado: 11 de junho; Taxa: 2-4 meteoros por hora.; Velocidade: 52,7 km/s. Data de entrada na lista do Meteor Data Center: 20 de março de 2017.
Os meteoros epsilon Gruideos compõem uma chuva menor. Começam a surgir em 27 de maio e terminam a ocorrência em 22 de junho, com pico em 11 de junho. 
É uma chuva que privilegia os observadores do hemisfério sul, uma vez que seu radiante se encontra na posição da estrela epsilon do Grou. Sua baixa THZ dificulta a identificação dos membros deste chuveiro. Não existe, até agora, o corpo parental associado aos epsilon Gruídeos.
História
A história da chuva EGR começa com o pesquisador Marcelo Zurita (Brasil) em março de 2016. Ele tinha objetivo de montar um vídeo, com a marcação em um mapa celeste, do surgimento dos meteoros registrados pela rede BRAMON (Brazilian Meteor Observation Network), ao longo de 2014 e 2015. Com o vídeo finalizado e após sucessivas execuções do mesmo, Zurita percebeu que a cada mês de junho, um agrupamento de meteoros surgia na posição do céu correspondente a constelação do Grou. Após conferir nas listas oficiais, constatou que não existia nenhuma chuva de meteoros ativa naquela região e naquele período do ano. 
Foi feito contato com o pesquisador Carlos Di Pietro, sobre estas ocorrência. Novo procedimento de verificação foi feito e a mesma conclusão foi alcançada: não existia chuva de meteoros catalogada para a aquela posição de Ascenção Reta e Declinação, dentro daquele período do ano. 
Uma das primeiras ações foi identificar e separar os meteoros que formavam aquele agrupamento visual. Eram 12 membros, com órbitas determinadas através de pareamentos por videomonitoramento.
A segunda ação foi conhecer o fluxo de trabalho para a validação matemática de uma nova chuva de meteoros.
As pesquisas tiveram como foco inicial o levantamento de artigos científicos necessários para o aprendizado do uso das funções de dissimilaridade orbital, as chamadas D Criteria.
Alguns artigos publicados no periódico WGN (International Meteor Organization) usavam como D Criterion o DSH, que é um método de avaliação de dissimilaridade orbital proposto por Southworth & Hawkins em 1963.  Outros artigos, do mesmo periódico, traziam como função base para o D Criterion o DD, que se refere a o método proposto por J. D. Drummond em 1981. 
Também era de conhecimento de Zurita e Di Pietro a existência de outros critérios de Dissimilaridade. 
A dificuldade encontrada pelos pesquisadores era a disponibilidade de tempo para empreender o levantamento de vários artigos e, consequentemente, o desenvolvimento matemático para a validação em si da eventual chuva de meteoros no Grou.
O desenvolvimento da busca ficou suspenso por alguns meses. De qualquer forma isso deu a oportunidade para se adicionar aos meteoros candidatos, outros surgidos em junho de 2016. 
No início de 2017, o tema da suspeita da chuva no Grou voltou à tona. Mas ainda era necessário entender as funções e empreender o desenvolvimento de ferramentas matemáticas que  pudessem ajudar na condução dos cálculos. 
Lauriston Trindade (Brasil), ao saber da possibilidade de existência de uma chuva de meteoros não catalogada e que possuía membros na base de dados da BRAMON, interessou-se em discutir e aprender o procedimento para validar. isto garantiria a descoberta para a BRAMON e, consequentemente, para o Brasil.
Zurita repassou à Trindade a planilha com a lista dos meteoros candidatos e Di Pietro repassou os artigos de referência para que se iniciasse  o entendimento e criação de um fluxo de estudos. 
Valendo-se de um grande tempo livre, por conta de sua situação de desemprego, Trindade começou a leitura de artigos sobre descobertas e validações de chuvas de meteoros através do método de vídeo monitoramento. 
Um fluxo de trabalho começou a ser criado a partir do entendimento do que deveria ser feito. E em duas semanas já se possuía um esboço bastante funcional das ferramentas básicas de validação. 
O agrupamento do Grou mostrou-se promissor e dos doze meteoros previamente relacionados por Zurita, Trindade isolou sete que possuíam DD menor que 0,105 (limite máximo de dissimilaridade no método Drummond). 
A base de dados inicial da pesquisa contava com 4205 meteoros. E ainda era possível aumentar as exigências de qualidade das órbitas para refinarmos os melhores dados. Vários testes foram feitos com estreitos níveis de exigência de qualidade em tais órbitas. Até que chegou-se a um número de 966 meteoros para um trabalho mais intenso. 
Todos os cálculos iniciais para a validação da chuva na constelação do Grou foram executados de forma manual. Isto é, Trindade listava pares de meteoros, inseria os parâmetros orbitais dos mesmos nas funções de dissimilaridade e executava os cálculos. Quando houve suficiente entendimento das ferramentas matemáticas envolvidas, as funções de dissimilaridade foram  montadas em planilhas eletrônicas de cálculos. Assim. Assim, os testes que inicialmente ocorriam com pares de meteoros a cada vez, passaram a incluir grupos cada vez maiores. Na última versão da planilha já era possível testar trinta meteoros por vez. Onde cada meteoro era verificado contra todos, num grande fatorial e os resultados de DSH e DD já era automaticamente visto. 
Quando a chuva do Grou foi validada matematicamente, seguindo-se as regras das metodologias em voga pela comunidade astronômica internacional, estabeleceu-se contato com um dos apoiadores da BRAMON, Jakub Algol Koukal (República Tcheca).
A intenção era que Koukal buscasse nas bases de dados da EDMONd  (The European viDeoMeteor Observation Network), meteoros que pudessem corresponder a chuva descoberta pela BRAMON. Sabíamos que seria muito difícil que câmeras da Europa continental tivessem registros de atividade na constelação do Grou. Com posição muito austral, o radiante estaria muito baixo no horizonte para garantir registros. Felizmente, existia a possibilidade que as câmeras situadas nas Ilhas Canárias (Latitude 25º N) pudessem ter algo. E de fato isso se concretizou. Da lista de meteoros que Koukal enviou, constatou-se que dois tinham características similares aos meteoros registrados pela BRAMON.  Isto é, encaixavam nos testes de D Criteria. 
Di Pietro enviou, no dia 9 de março de 2017, informe ao MDC (Meteor Data Center), sinalizando atividade meteorítica com pico estimado em 11 de junho e com radiante na posição da estrela epsilon do Grou. No dia 20 de março, a lista de chuvas de meteoros da IAU (International Astronomical Union) foi atualizada. A chuva de meteoros epsilon Gruids tornou-se a primeira chuva descoberta por brasileiros.  
August Caelids
(em construção)

## Ferramentas
A Revolução do Encontreitor
(em construção)

## Logotipo
O Logotipo da BRAMON é representado por um mapa do Brasil estilizado, formado por uma hipotética chuva de meteoros tendo como radiante o seu centro.
Ele apresenta, em vários aspectos, os principais objetivos da rede, como a busca de radiantes de meteoros no hemisfério sul, a união de seus diferentes membros em torno de um objetivo comum ao mesmo tempo que também explicita o espírito da rede na busca pela difusão do conhecimento adquirido através de suas atividades.
Uma característica importante é que o novo logotipo da rede, desenhado pela Fabrica de Criação e escolhido em votação pelos membros da BRAMON tem como detentor de seus direitos todos os seus operadores, não pertencendo, portanto a nenhum de seus membros em especial.